# Listă de localități din Unitățile Administrativ-Teritoriale din Stînga Nistrului
Această listă conține satele și orașele din Unitățile Administrativ-Teritoriale din Stînga Nistrului, Republica Moldova.
| Denumire                    | municipiu / oraș / centru de comună / sat |
| --------------------------- | ----------------------------------------- |
| Afanasievca                 | sat în comuna Crasnîi Vinogradari         |
| Alexandrovca                | sat în comuna Crasnîi Octeabri            |
| Alexandrovca Nouă           | sat în comuna Crasnîi Vinogradari         |
| Andreevca                   | centru de comună                          |
| Andriașevca Nouă            | centru de comună                          |
| Andriașevca Veche           | centru de comună                          |
| Basarabca                   | sat în comuna Mocra                       |
| Beloci                      | sat (comună)                              |
| Bîcioc                      | centru de comună                          |
| Blijnii Hutor               | sat (comună)                              |
| Bodeni                      | sat în comuna Rotari                      |
| Bosca                       | sat în comuna Comisarovca Nouă            |
| Bîcioc                      | sat (comună)                              |
| Bruslachi                   | sat în comuna Hîrtop                      |
| Buschi                      | sat în comuna Vărăncău                    |
| Butor                       | centru de comună                          |
| Butuceni                    | sat (comună)                              |
| Calinovca                   | sat în comuna Crasnîi Vinogradari         |
| Camenca                     | oraș                                      |
| Caragaș                     | sat (comună)                              |
| Carmanova                   | centru de comună                          |
| Caterinovca                 | centru de comună                          |
| Cernița                     | sat în comuna Mălăiești                   |
| Chirov                      | sat în comuna Popencu                     |
| Cioburciu                   | centru de comună                          |
| Cobasna                     | centru de comună                          |
| Cobasna (stație c.f.)       | sat în comuna Cobasna, stație cale ferată |
| Coicova                     | sat în comuna Doibani I                   |
| Colosova                    | centru de comună                          |
| Comisarovca Nouă            | centru de comună                          |
| Constantinovca              | sat în comuna Vladimirovca                |
| Constantinovca              | sat în comuna Valea Adîncă                |
| Corotna                     | sat (comună)                              |
| Coșnița Nouă                | sat în comuna Comisarovca Nouă            |
| Cotovca                     | sat în comuna Carmanova                   |
| Crasnaia Besarabia          | sat în comuna Colosova                    |
| Crasnaia Gorca              | sat în comuna Delacău                     |
| Crasnencoe                  | centru de comună                          |
| Crasnîi Octeabri            | centru de comună                          |
| Crasnîi Vinogradari         | centru de comună                          |
| Crasnoe                     | oraș                                      |
| Crasnoe                     | sat în Grigoriopol                        |
| Crasnogorca                 | sat (comună)                              |
| Cuzmin                      | centru de comună                          |
| Delacău                     | centru de comună                          |
| Dimitrova                   | sat în comuna Crasnencoe                  |
| Dnestrovsc                  | oraș                                      |
| Doibani I                   | centru de comună                          |
| Doibani II                  | sat în comuna Doibani I                   |
| Dubăsari                    | oraș                                      |
| Dubău                       | centru de comună                          |
| Dzerjinscoe                 | sat (comună)                              |
| Fedoseevca                  | sat în comuna Carmanova                   |
| Frunză                      | centru de comună                          |
| Frunzăuca                   | sat în comuna Hrușca                      |
| Gherșunovca                 | sat în comuna Vărăncău                    |
| Ghidirim                    | sat (comună)                              |
| Goian                       | centru de comună                          |
| Goianul Nou                 | sat în comuna Dubău                       |
| Grigoriopol                 | oraș                                      |
| Haraba                      | sat (comună)                              |
| Harmațca                    | sat (comună)                              |
| Hîrjău                      | centru de comună                          |
| Hîrtop                      | centru de comună                          |
| Hlinaia                     | sat (comună) – raionul Grigoriopol        |
| Hlinaia                     | sat (comună) – raionul Slobozia           |
| Hristovaia                  | sat (comună)                              |
| Hrușca                      | centru de comună                          |
| Iagorlîc                    | sat în comuna Goian                       |
| Iantarnoe                   | sat în comuna Rașcov                      |
| India                       | sat în comuna Butor                       |
| Ivanovca                    | sat în comuna Crasnencoe                  |
| Jura                        | sat (comună)                              |
| Lenin                       | centru de comună                          |
| Lîsaia Gora                 | sat în comuna Ulmu                        |
| Lunga                       | sat (comună)                              |
| Lunga Nouă                  | sat în comuna Crasnîi Vinogradari         |
| Maiac                       | oraș                                      |
| Marian                      | sat în comuna Hîrtop                      |
| Mălăiești                   | centru de comună                          |
| Mihailovca                  | sat (comună)                              |
| Mihailovca Nouă             | sat în comuna Hîrjău                      |
| Mocearovca                  | sat în comuna Carmanova                   |
| Mocra                       | centru de comună                          |
| Mocreachi                   | sat în comuna Hîrtop                      |
| Molochișul Mare             | sat (comună)                              |
| Molochișul Mic              | sat în comuna Vadul Turcului              |
| Nezavertailovca             | sat (comună)                              |
| Nicolscoe                   | sat în comuna Vladimirovca                |
| Novaia Jizni                | sat în comuna Ofatinți                    |
| Novocotovsc                 | sat în comuna Frunză                      |
| Novosavițcaia (stație c.f.) | sat în comuna Frunză, stație cale ferată  |
| Novovladimirovca            | sat în comuna Bîcioc                      |
| Ocnița                      | sat (comună)                              |
| Ofatinți                    | centru de comună                          |
| Parcani                     | sat (comună)                              |
| Pervomaisc                  | sat (comună)                              |
| Pervomaisc (Lenin)          | sat în comuna Lenin                       |
| Pîcalova                    | sat în comuna Andreevca                   |
| Plopi                       | sat (comună)                              |
| Pobeda                      | sat în comuna Colosova                    |
| Pobeda                      | sat în comuna Lenin                       |
| Podoima                     | centru de comună                          |
| Podoimița                   | sat în comuna Podoima                     |
| Pohrebea Nouă               | sat în comuna Comisarovca Nouă            |
| Popencu                     | centru de comună                          |
| Priozernoe                  | sat în comuna Frunză                      |
| Rașcov                      | centru de comună                          |
| Rîbnița                     | oraș                                      |
| Rotari                      | centru de comună                          |
| Sadchi                      | sat în comuna Caterinovca                 |
| Sărăței                     | sat în comuna Hîrjău                      |
| Severinovca                 | sat (comună)                              |
| Slobozia-Rașcov             | sat (comună)                              |
| Socolovca                   | sat în comuna Rotari                      |
| Solnecinoe                  | sat în Camenca                            |
| Sovietscoe                  | centru de comună                          |
| Slobozia                    | oraș                                      |
| Speia                       | sat (comună)                              |
| Stanislavca                 | sat în comuna Lenin                       |
| Stroiești                   | sat (comună)                              |
| Sucleia                     | sat (comună)                              |
| Suhaia Rîbnița              | sat în comuna Cobasna                     |
| Șevcenco                    | sat în comuna Mocra                       |
| Șipca                       | centru de comună                          |
| Șmalena                     | sat în comuna Andreevca                   |
| Tașlîc                      | centru de comună                          |
| Teiu                        | centru de comună                          |
| Tiraspol                    | municipiu                                 |
| Tiraspolul Nou              | oraș                                      |
| Tîrnauca                    | sat (comună)                              |
| Tocmagiu                    | sat în comuna Teiu                        |
| Țîbuleuca                   | sat (comună)                              |
| Uiutnoe                     | sat în comuna Frunză                      |
| Ulmu                        | centru de comună                          |
| Ulmul Mic                   | sat în comuna Ulmu                        |
| Vadul Turcului              | centru de comună                          |
| Valea Adîncă                | centru de comună                          |
| Vasilievca                  | sat în comuna Sovietscoe                  |
| Vărăncău                    | centru de comună                          |
| Vesioloe                    | sat în comuna Șipca                       |
| Vinogradnoe                 | sat (comună)                              |
| Vladimirovca                | centru de comună                          |
| Vladimirovca                | sat în comuna Popencu                     |
| Voitovca                    | sat în comuna Cuzmin                      |
| Zaporojeț                   | sat în comuna Mocra                       |
| Zăzuleni                    | sat în comuna Popencu                     |